# 相続廃除
相続廃除（そうぞくはいじょ）とは、日本法に基づく相続における概念の一つである。

## 概要
被相続人が、民法892条の定めるところにより相続権を持つ人間に著しい非行の事実がある場合に、家庭裁判所に「推定相続人廃除審判申立て」をすることにより推定相続人の持っている遺留分を含む相続権を剥奪する制度である。
廃除の対象者は1028条により遺留分が認められている被相続人の兄弟姉妹以外の相続人に限られる。被相続人の兄弟姉妹も推定相続人となりうるが、これらの者については遺留分が認められていないので（1028条）、相続人は902条1項により相続分を指定することで相続させないようにすることができることから廃除の対象とはならない。
ただし、その相続人に子がいる場合にはその子供に相続権が移行されることになる（代襲相続）。相続人の子が未成年の場合は相続された財産を相続廃除された人間によって好き勝手に使われる可能性があるが、その可能性を排除するためには、財産管理権喪失や親権喪失の申し立てをして、相続廃除された人間の権利を制限する必要がある。
子から孫への贈与税を免れる手段として故意に相続廃除となるような事由を偽装した場合においては贈与税が課税される。
廃除の理由となる場合とならない場合としては以下のようなものがある。

### 廃除の理由となる場合
- 被相続人を虐待した場合
- 被相続人に対して、重大な侮辱を与えた場合[注釈 1]。
- 推定相続人にその他の著しい非行があった場合
  - 被相続人の財産の不当処分
  - 賭博を繰り返して多額の借財を作りこれを被相続人に支払わせた
  - 浪費、遊興、犯罪行為、暴力団や極右・極左およびカルト団体等の反社会集団への加入・結成、異性問題を繰り返すなど親泣かせの行為
  - 重大な犯罪行為を行い有罪判決を受けている（過去の判例からの一般論としては5年以上の有期懲役、無期懲役または死刑に該当するような犯罪行為）[3]
  - 相続人が配偶者の場合には婚姻を継続しがたい重大な事由
    - 愛人と同棲して家庭を省みないなどの不貞行為
    - 夫婦関係の事実が存在しない（遺産目当てに戸籍上の夫婦になった場合など）

  - 相続人が養子の場合には縁組を継続しがたい重大な事由
    - 親子関係の事実が存在しない（遺産目当てに戸籍上の養子になった場合など）

家庭裁判所はこの申立てに対し慎重に審議する傾向にあり、実際に相続廃除が認められた事例はそれほど多くなく、2009年には全国で64名、2018年は43名であった。また、相続廃除は遺言で行うことも可能であるが（民法893条）、推定相続人が家庭裁判所に対し異議申立てをすると認められない場合がほとんどであり、推定相続人が一切の異議を申し立てないか、重大な犯罪行為を犯して刑務所や少年院などの矯正施設（児童自立支援施設を含む）に収容されているようなことがなければ、相続権が剥奪されることは稀である。

### 廃除の理由とならない場合
- 自分の意に沿わない結婚や職業選択を行った。
- （前述の場合に準じて）家業を継がなかった。
- 不妊あるいは（社会通念上家を継ぐ）男児を出生しなかったなどにより家系を途絶えさせた。